# Harplinge hembygdsförening

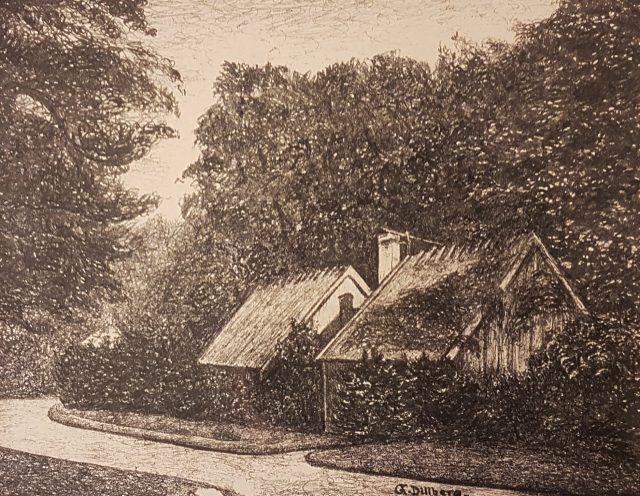
Särdalsstugan på en teckning av Gustaf Dillberg 1927, då placerad i Norre katts park i Halmstad

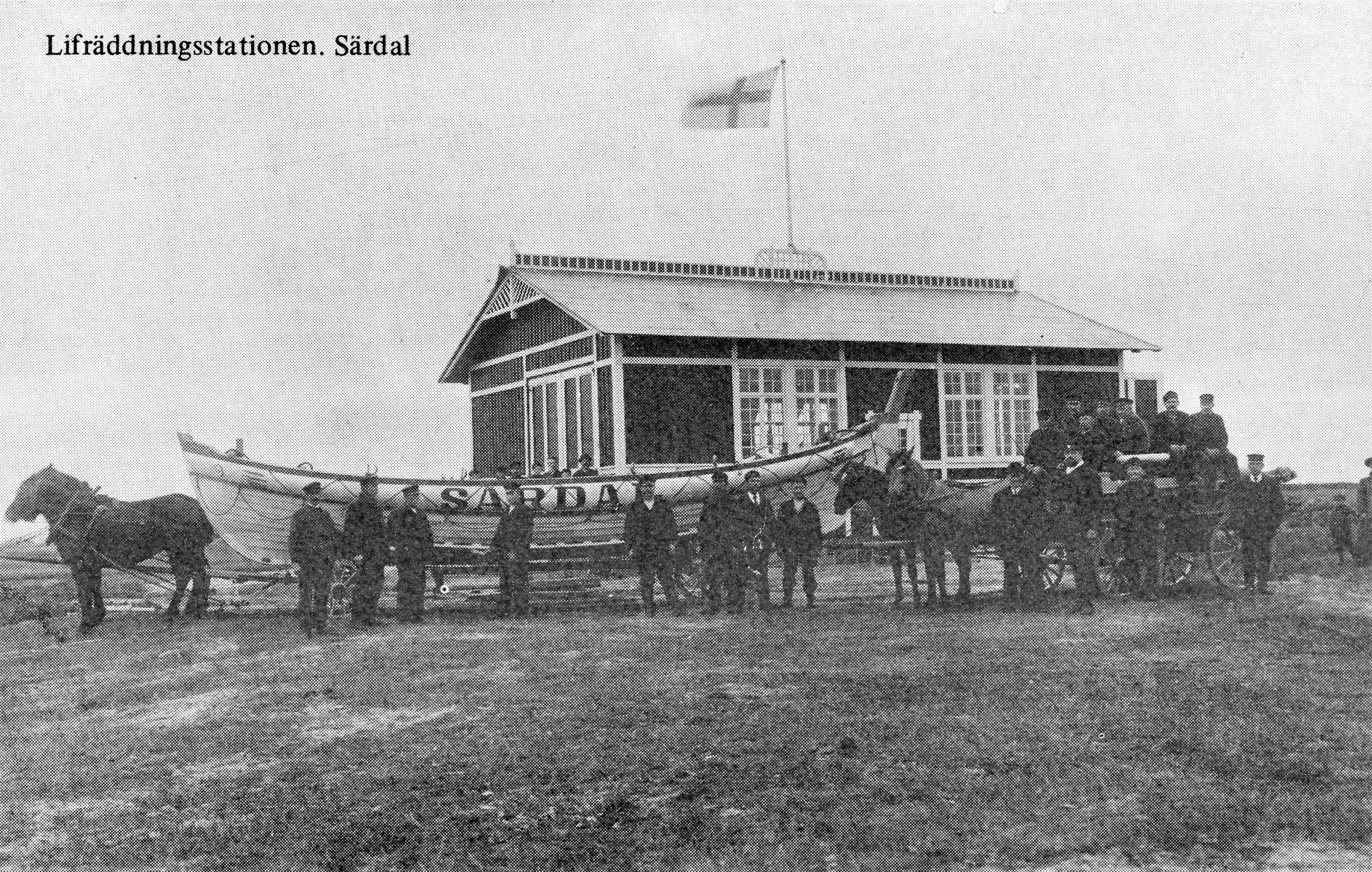
Särdals livräddningsstation, omkring 1908

Harplinge hembygdsförening, tidigare Harplingeortens hembygds- och fornminnesförening, är en hembygdsförening i Harplinge i Halmstads kommun. Föreningen bildades 1923.
Föreningen köpte 1938 mark vid foten av Aggaredsberg, där Harplinge hembygdsgård etablerades. År 1942 invigdes där manhusbyggnaden från Kråkegård i Särdal. Föreningen förvaltar också Särdals livräddningsstation i Särdal, med sjöfarts- och fiskemuseum. 

## Byggnader
- Kråkegårdslängan, manhusbyggnaden från Kråkegård i Särdal och en uthuslänga, invigd i Harplinge 1942
- Särdalsstugan, flyttad till hembygdsgården 1973 från Norre katts park i Halmstad
- Gillestuglogen, uthuslänga med loge från gården Gillesstugan i Lyngåkra
- Hopaplockelängan, uppförd av skänkt byggmateriel
- Timmersjölängan, 1800-talsloge från Timmersjö, flyttad till hembygdsgården 1965
- Cederholms smedja, en träkopia av en tidigare smedja i sten från Särdal, byggd 1979. Den är inredd med Särdalssmedjans alla inventarier.
- Kyrkstallet från Harplinge kyrka, återuppbyggt 2023-2024, ett av tidigare fyra stall vid kyrkan. I stallet förvaras ett antal vagnar.
- Särdals livräddningsstation i Särdal
- Lyngåkra byalags linbastu och ett malthus, vid Borgasgård

## Bokutgivning
- Harplinge, en bok om hembygden, 1927
- Harplinge, en bok om hembygden, 1973
- C.M. Andersson: Steningeboken, 2001
- Bygden mellan åsarna och havet, 2019